# La pantera rosa (serie animada)
El Show de La pantera rosa (título en inglés: The Pink Panther) fue la primera serie del personaje homónimo, nacida a raíz del imprevisto éxito del personaje animado que aparecía en los créditos de la película homónima de Blake Edwards.
En principio, no se concibió como una serie, sino que eran cortos destinados a las salas cinematográficas producidos por Mirisch-Geoffrey Productions, DePatie-Freleng Enterprises y United Artists, creados por los mismos responsables de los créditos de la película original de Edwards: los animadores Friz Freleng (productor de aquellos y diseñador del personaje) y Hawley Pratt (director de los mismos).
En 2005, La pantera rosa obtuvo el puesto 99 en el listado "Los 100 mejores dibujos animados".[cita requerida]

## Reparto
| Personaje                                                   | Actor de Voz (Latinoamérica) | Actor de Voz (Chile)                |
| ----------------------------------------------------------- | --- | ----------------------------------- |
| La pantera rosa (2 capítulos "Hielo rosa" y "El arca rosa") | Eduardo Arozamena |                                     |
| Inspector Clouseau                                          | Carlos Riquelme (doblaje original) Salvador Nájar (redoblaje) |                                     |
| Dodo                                                        | José Luis Moreno López (doblaje original) Moisés Iván Mora (redoblaje)                                                                                                   |                                     |
| Comisionado                                                 | Rubens Medel (doblaje original) Gabriel Pingarrón (redoblaje) |                                     |
| Personajes diversos en "El inspector"                       | Rogelio González Garza |                                     |
| Balanza (ep. "Una onza de rosado")                          | Julio Lucena |                                     |
| Hormiga                                                     | Álvaro Carcaño |                                     |
| Oso hormiguero                                              | Pedro D'Aguillón, Sr. Javier Rivero |                                     |
| Insertos                                                    | Juan José Hurtado (doblaje original) Fernando Álvarez (redoblaje) Rubén Moya (redoblaje algunos episodios) Francisco Colmenero (Las nuevas aventuras de la pantera rosa) |                                     |
| Hoot Kloot                                                  | Agustín Sauret Esteban Siller |                                     |
| Piernas Locas Crane                                         | Francisco Colmenero |                                     |
| Narración                                                   | Francisco Colmenero |                                     |
| Mosquito dragón                                             | Arturo Mercado (Las nuevas aventuras de la pantera rosa) / El Diablo |                                     |
| Caballo y voces adicionales                                 | Eduardo Borja |                                     |
| Personajes diversos                                         | Federico Romano |                                     |
| Cazador Texano                                              | Francisco Muller (episodio "El arca rosa") |                                     |
| Ladrón Cabeza Izquierda                                     | Guillermo Romano (doblaje original) |                                     |
| Ladrón Cabeza Derecha                                       | | Alejandro Trejo (redoblaje chileno) |

## Temporadas
Los episodios de la serie animada La pantera rosa, se divide en 15 temporadas con 124 episodios. Fue creada por David H. DePatie y Friz Freleng en el año 1963. La pantera rosa es una serie de televisión animada transmitida por American Broadcasting Company y National Broadcasting Company. La serie se estrenó el 18 de diciembre de 1964 y terminó el 1 de febrero de 1980.

## Personajes
- La pantera rosa: El protagonista. En la serie original no habla; se sabe que es un macho. Ya que en el episodio "Pink a Rella" aparece otra pantera rosa. La pantera rosa [macho] se enamora de la pantera rosa y salen volando en la escoba, además la pantera rosa no usa vestuario de mujer sino de hombre.

- Huev man: Normalmente es el antagonista de la pantera rosa y se desconoce su nombre (aunque en un episodio se hace llamar «Le huev men»). Es bajo de estatura y sin cuello, tiene forma de un huevo con una nariz enorme, usualmente con un bigote (excepto en el episodio «Pink Pajamas», donde no tenía bigote y en «Psichedelyc Pink», donde tenía bigote y barba). Por lo general es albino (pero en los últimos episodios tenía piel normal y en algunos era de otros colores, además que se han mostrado personajes similares a él, con otros colores de piel, como en Trail of lonesome pink). Fue creado for Friz Freleng como una caricatura de sí mismo.

- El Inspector: Un inspector del Sûreté francés, junto con el sargento Deux Deux son los protagonistas de El Inspector. Su frase Conocida a Dodo es: "No digas Sí di Oui" (Oui en español es Sí).

## Secuelas

### El show de la pantera rosa
El show de la pantera rosa (siendo su título original The Pink Panther show) es una serie de animación producida por Metro-Goldwyn-Mayer y emitida por la NBC y la ABC entre 1969 y 1980.
Aunque la serie dejó de emitirse en 1983, en 1978 se emitió un especial navideño titulado «A Pink Christmas».

### La pantera rosa y sus hijos
La Pantera Rosa y sus hijos (siendo su título original The Pink Panther And Sons) es una serie de animación (spin-off de la clásica) producida por la compañía Hanna Barbera Cartoons y emitida por la NBC.
La serie fue cancelada. Se emitieron solo 2 temporadas (13 episodios cada una) entre el 8 de septiembre de 1984 y el 26 de marzo de 1985.

### El nuevo show de la pantera rosa
Última secuela de La pantera rosa, que consistía en las nuevas aventuras de la pantera rosa. La serie fue transmitida en el canal Cartoon Network y posteriormente fue cancelada debido al bajo ráting.

### La Pandilla de la Pantera Rosa
En esta serie, la Pantera Rosa ha sido rejuvenecida hasta la adolescencia, tiene nuevos compañeros aunque aún se muestra junto con el hombrecito blanco (ahora renombrado "Big Nose") en todos sus episodios. También incluye cortometrajes de la Hormiga y el Oso Hormiguero; el Oso Hormiguero, es más delgado que antes y la Hormiga también ha sido rejuvenecida. Esta nueva secuela de la pantera rosa fue producida y emitida por Cartoon Network, fue cancelada al terminar la primera temporada.

## Videojuegos

### «La pantera rosa: La persecución más rosa»
Basada en la serie animada de la Pantera Rosa, la empresa española Wanadoo creó el videojuego La Pantera Rosa: la persecución más rosa que consiste en los intentos de la Pantera Rosa en superar los niveles de persecución para recuperar un valioso tesoro en una casa que le dejó como herencia su tío. En este juego, debe robar instrumentos para pasar de nivel, tiene bonus donde debe recolectar monedas y evadir obstáculos hasta llegar a la meta. Plataforma: PlayStation y PC.

## Premios y nominaciones
| Año  | Premio        | Categoría                       | Nominados                                                     | Resultado |
| ---- | ------------- | ------------------------------- | ------------------------------------------------------------- | --------- |
| 1964 | Premios Óscar | Mejor cortometraje de animación | «The Pink Phink»                                              | Ganador   |
| 1967 | Premios Óscar | Academy Awards, EE. UU.         | Best Short Subject, Cartoons(David H. DePatie y Friz Freleng) | Nominado  |